# Piaranthus cornutus
Piaranthus cornutus är en oleanderväxtart som beskrevs av Nicholas Edward Brown. Piaranthus cornutus ingår i släktet Piaranthus och familjen oleanderväxter. Utöver nominatformen finns också underarten P. c. ruschii.